# Länsstyrelsen i Östergötlands län
Länsstyrelsen Östergötland är en statlig myndighet med kansli i Linköping. Länsstyrelsen ansvarar för den statliga förvaltningen i länet, och har flera olika mål gällande regional utveckling. Länsstyrelsen i Östergötlands län har cirka 250 anställda.
Länsstyrelsens chef är landshövdingen, som utses av Sveriges regering.